# 大志万直人
大志万 直人（おおしまん なおと、1954年4月 - ） は、日本の地球物理学者。京都大学名誉教授。京都大学防災研究所所長や、国立大学附置研究所・センター長会議会長を務めた。専門は地球電磁気学。

## 人物・経歴
京都府福知山市生まれ。1973年京都府立福知山高等学校卒業。1978年東京理科大学理学部物理学科卒業。1980年東京工業大学大学院理工学研究科応用物理学専攻修士課程修了。1983年東京工業大学大学院理工学研究科応用物理学専攻博士後期課程修了、日本大学文理学部応用地学科副手。1986年日本大学文理学部応用地学科助手。1991年日本大学文理学部専任講師。1992年京都大学防災研究所地震予知センター地震予知計測研究領域助教授。2001年京都大学防災研究所地震予知センター地震予知計測研究領域教授。2003年京都大学防災研究所所長補佐。2005年京都大学防災研究所地震防災研究部門地震テクトニクス研究分野教授。2007年京都大学防災研究所火山活動研究センター長。2009年京都大学防災研究所副所長。2012年京都大学理事補（大学評価担当）。2013年京都大学防災研究所所長。2015年京都大学研究連携基盤長。2017年京都大学附属図書館宇治分館長。2020年退職、京都大学名誉教授。
1994年大学入試センター教科専門委員会委員、2000年東京大学地震研究所共同利用委員会委員、2013年国立大学附置研究所・センター長会議会長なども務めた。